# Port lotniczy Fudajrik
Port lotniczy Fudajrik (IATA: FGD, ICAO: GQPF) – port lotniczy położony w Fudajrik, w regionie Tiris Zammur, w Mauretanii.